# كأس الاتحاد الإنجليزي 1967–68
كأس الاتحاد الإنجليزي 1967–68 (بالإنجليزية: 1967–68 FA Cup)‏ هو الموسم 87 من  كأس الاتحاد الإنجليزي. الذي يشرف على تنظيمه الاتحاد الإنجليزي لكرة القدم، وفاز فيه وست بروميتش ألبيون.

## نتائج الموسم
ليفربول0-مانشستر سيتي9